# Schotersingel
De Schotersingel is een singel en straat in de Noord-Hollandse stad Haarlem. De singel maakt deel uit van De Bolwerken, en loopt vanaf de Kloppersingel nabij de Kennemerbrug en Frans Halsplein naar de Kinderhuissingel, nabij de Staten Bolwerk.